# 2022 LK14
2022 LK14 est un objet transneptunien faisant partie du disque des objets épars, d'un diamètre d'environ 100 km. 
2022 LK14 a été découverte en 2022, il est encore mal connu.